# Cân bằng sinh thái
Cân bằng sinh thái là trạng thái ổn định tự nhiên của hệ sinh thái, hướng tới sự thích nghi cao nhất với điều kiện sống.
Trong một hệ sinh thái, vật chất luân chuyển từ các thành phần này sang thành phần khác. Đây là một chu trình tương đối khép kín. Trong điều kiện bình thường, tương quan giữa các thành phần của hệ sinh thái tự nhiên là cân bằng.
Cân bằng sinh thái không phải là một trạng thái tĩnh của hệ. Khi có một tác nhân nào đó của môi trường bên ngoài, tác động tới bất kỳ một thành phần nào đó của hệ, nó sẽ biến đổi. Sự biến đổi của một thành phần trong hệ sẽ kéo theo sự biến đổi của các thành phần kế tiếp, dẫn đến sự biến đổi cả hệ. Sau một thời gian, hệ sẽ thiết lập được một cân bằng mới, khác với tình trạng cân bằng trước khi bị tác động. Bằng cách đó hệ biến đổi mà vẫn cân bằng. Trong quá trình này, động vật ăn cỏ và vi sinh vật đóng vai trò chủ đạo đối với việc kiểm soát sự phát triển của thực vật.
Khả năng thiết lập trạng thái cân bằng mới của hệ là có hạn. Nếu một thành phần nào đó của hệ bị tác động quá mạnh, nó sẽ không khôi phục lại được, kéo theo sự suy thoái của các thành phần kế tiếp, làm cho toàn hệ mất cân bằng, suy thoái. Hệ sinh thái càng đa dạng, nhiều thành phần thì trạng thái cân bằng của hệ càng ổn định. Vì vậy, các hệ sinh thái tự nhiên bền vững có đặc điểm là có rất nhiều loài, mỗi loài là thức ăn cho nhiều loài khác nhau. Ví dụ như: trên các cánh đồng cỏ, chuột thường xuyên bị rắn, chó sói, cáo, chim ưng, cú mèo... săn bắt. Bình thường số lượng chim, trăn, thú, chuột cân bằng với nhau. Khi con người tìm bắt rắn và chim thì chuột mất kẻ thù, thế là chúng được dịp sinh sôi, nảy nở.
Cân bằng sinh thái là trạng thái ổn định tự nhiên của hệ sinh thái, hướng tới sự thích nghi cao nhất với điều kiện sống. Cân bằng sinh thái được tạo ra bởi chính bản thân hệ và chỉ tồn tại được khi các điều kiện tồn tại và phát triển của từng thành phần trong hệ được đảm bảo và tương đối ổn định. Con người cần phải hiểu rõ các hệ sinh thái và cân nhắc kỹ trước khi tác động lên một thành phần nào đó của hệ, để không gây suy thoái, mất cân bằng cho hệ sinh thái.